# رغوة مغزلية
في الفيزياء، يتكون الهيكل الطوبولوجي لمفهوم الرغوة المغزلية (بالإنجليزية: spinfoam)‏ أو (بالإنجليزية: spin foam)‏ من وجوه ثنائية الأبعاد تمثل التكوين المطلوب من خلال التكامل الدالي للحصول على وصف تكامل مسار فاينمان للجاذبية الكمومية. يتم استخدام هذه الهياكل في الجاذبية الكمية الحلقية كإصدار من الرغوة الكمومية.